# Boughton (Northamptonshire)
Pour les articles homonymes, voir Boughton.
Boughton est une paroisse civile et un village du Northamptonshire, en Angleterre.